# Tessères d'Ustrecha
Ustrecha Tesserae
Pour les articles homonymes, voir Ustrecha.
Les tessères d'Ustrecha (désignation internationale : Ustrecha Tesserae) sont un ensemble de terrains polygonaux situé sur Vénus dans le quadrangle d'Helen Planitia. Il a été nommé en référence à Ustrecha, ancienne déesse russe de la chance.